# قصعين نيلي
قصعين نيلي (الاسم العلمي: Salvia nilotica) هو نوع نباتي يتبع جنس القصعين من فصيلة الشفوية. سمي هذا النوع نسبةً إلى نهر النيل.